# Rebecca Lee Crumpler
Pour les articles homonymes, voir Rebecca Lee (homonymie) et Crumpler (homonymie).
Rebecca Davis Lee Crumpler née le 8 février 1831 à Christiana (en) dans le Delaware, morte le 9 mars 1895 à Hyde Park (Boston) dans le Massachusetts, est une médecin américaine. Diplômée en 1864 de la faculté de médecine de l'université de Boston, il s'agit de la première femme afro-américaine à devenir médecin et auteur médical.

## Biographie

### Jeunesse et formation
Rebecca Davis, est la fille de Matilda Webber Davis et d'Absolum Davis. Elle est élevée en Pennsylvanie, par une tante qui apportait des soins à ses voisins malades, ce qui influencera son choix de vie professionnelle,. Elle suit ensuite des cours à la West Newton English and Classical School (en) dans le Massachusetts. 

### Carrière
En 1852, elle emménage à Charlestown (Massachusetts). Pendant les huit années suivantes, elle est employée comme infirmière jusqu'à ce qu'elle soit acceptée au New England Female Medical College en 1860,, alors qu'il était rare à cette époque pour des femmes ou des personnes afro-américaines d'être admises dans des facultés de médecine. 
Au début de la guerre de Sécession, Crumpler est obligée de quitter la faculté. Elle y retourne en 1863, mais sans aide financière. Afin de terminer son cursus, elle remporte une bourse du Wade Scholarship Fund, fondé par Benjamin Wade, homme politique antiesclavagiste de l'Ohio. 
Diplômée en 1864, Crumpler devient la première femme afro-américaine des États-Unis à obtenir un doctorat en médecine, et la seule femme afro-américaine à être diplômée du New England Female Medical College,.  Elle est alors identifiée comme «Doctress of Medicine, Mrs. Rebecca Lee, negress ».
La faculté intègre l'université de Boston en 1873, sans qu'aucune autre femme afro-américaine n'en soit sortie depuis Rebecca Lee Crumpler,.
Crumpler débute l'exercice de la médecine à Boston, et se dédie aux soins des femmes et enfants pauvres. Pendant cette période, elle cherche à suivre des cours dans les dominions britanniques.
Après la fin de la guerre de Sécession, en 1865, elle part à Richmond, où elle s'occupe principalement de femmes et d'enfants. Crumpler travaille pour le Freedmen's Bureau pour apporter des soins médicaux aux esclaves libérés. Elle est confrontée à un  racisme intense : « des hommes médecins la snobent, des pharmaciens rechignent à délivrer ses prescriptions, et certaines personnes se moquent de son titre de M.D. qui signifierait Mule Driver (conductrice de mule) »,.

### Vie personnelle
Le 19 avril 1852, elle épouse Wyatt Lee, un esclave affranchi qui décède de la tuberculose le 18 avril 1863.
Le 24 mai 1865, Rebecca Davis se marie en deuxièmes noces avec Arthur Crumpler, un ancien combattant afro-américain de l'armée de l'Union durant la guerre de Sécession. En 1870, le couple donne naissance à une fille Lizzie Sinclair Crumpler.
Rebecca Crumpler meurt le 9 mars 1895, elle est enterrée au Cimetière de Fairview (Boston, Massachusetts) (en), section de Hyde Park, . Son mari Arthur meurt à Boston en 1910.

## Publication
En 1883, Rebecca Crumpler publie un livre, réalisé à partir de notes conservées au cours de sa carrière. Il est dédié aux infirmières et aux mères, et centré sur les soins médicaux des femmes et des enfants,.

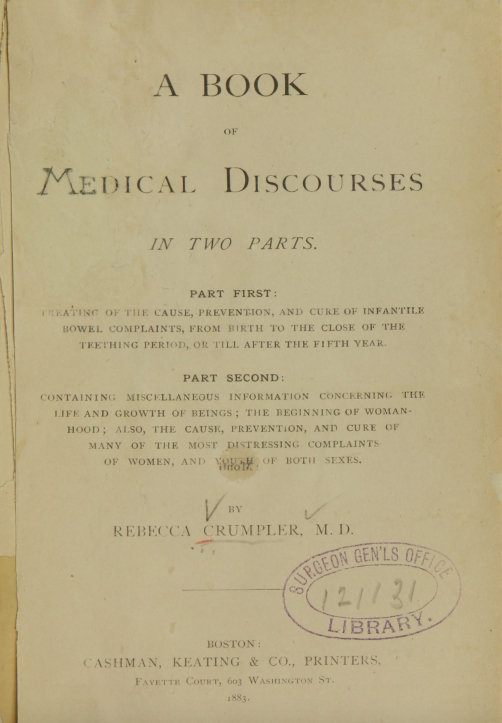

- (en-US) A book of medical discourses : in two parts, Cashman, Keating, printers, 1883, 158 p. (lire en ligne).

C'est le premier ouvrage médical rédigé par une femme médecin noire. Il parait à une époque où les États-Unis n'avaient pas de politique de santé pour réduire la mortalité infantile considérée comme inévitable. Crumpler s'insurge contre ce fatalisme, où l'on parle de maladies des jeunes enfants « comme si elles étaient envoyées par Dieu pour détruire nos enfants ». 
Elle propose des mesures préventives qui pourraient sauver des milliers de nourrissons chaque année. Elle s'intéresse à ce qui sera appelé plus tard déterminants sociaux de santé. Elle défend l'allaitement maternel et critique le recours aux nourrices, car ce sont les propres bébés des nourrices qui en pâtissent. Elle souligne le fait que les maladies infantiles mortelles (diarrhées, coqueluche, pneumonie, diphtérie…) frappent les enfants Blancs et Noirs, riches et pauvres. Son ouvrage n'est pas seulement dédié aux mères et aux infirmières, mais aussi « à tous ceux qui souhaitent réduire les calamités qui frappent la race humaine ».
À la fin de sa vie, un mouvement d'hygiène générale infantile et d'allaitement maternel se développe dans la plupart des grandes villes américaines, selon les principes préventifs de son Medical Discourses.

## Hommage
Un mémorial est érigé sur sa tombe au Cimetière de Fairview de Boston en juillet 2020. Le discours d'hommage est prononcé par Joan Reede (en) (1953-) première femme noire nommée Doyenne de la Harvard Medical School.
En 2021, il n'existe aucune photographie authentifiée de Rebecca Crumpler, et à part son Medical Discourses, elle a laissée très peu de papiers ou documents personnels. La demeure où elle a vécu est encore visible au 67 Joy Street de Boston.